# Mount Barney National Park
Mount Barney National Park är en park i Australien. Den ligger i delstaten Queensland, omkring 97 kilometer sydväst om delstatshuvudstaden Brisbane. Arean är 177 kvadratkilometer.
Runt Mount Barney National Park är det mycket glesbefolkat, med 2 invånare per kvadratkilometer.. Det finns inga samhällen i närheten.
I omgivningarna runt Mount Barney National Park växer i huvudsak städsegrön lövskog. Genomsnittlig årsnederbörd är 1 402 millimeter. Den regnigaste månaden är januari, med i genomsnitt 269 mm nederbörd, och den torraste är september, med 37 mm nederbörd.